# Боншан ле Лавал
Боншан ле Лавал (фр. Bonchamp-lès-Laval) насеље је и општина у западној Француској у региону Лоара, у департману Мајен која припада префектури Лавал.
По подацима из 2011. године у општини је живело 5820 становника, а густина насељености је износила 211,56 становника/km². Општина се простире на површини од 27,51 km². Налази се на средњој надморској висини од 82 метара (максималној 113 m, а минималној 47 m).

## Демографија
| 1962. | 1968. | 1975. | 1982. | 1990. | 1999. | 2011. |
| ----- | ----- | ----- | ----- | ----- | ----- | ----- |
| 815   | 1.387 | 2.235 | 3.444 | 3.832 | 4.793 | 5.820 |

График промене броја становника у току последњих година